# Malvastrum
Genre
Malvastrum est un genre de plantes de la famille des Malvacées.

## Liste d'espèces
Selon BioLib (5 août 2024) :
- Malvastrum americanum (L.) Torr.
- Malvastrum aurantiacum (Scheele) Walp.
- Malvastrum bicuspidatum (S. Wats.) Rose
- Malvastrum brasiliense Desr.
- Malvastrum corchorifolium (Desv.) Britt. ex Small
- Malvastrum coromandelianum (L.) Garcke
- Malvastrum hispidum (Pursh) Hochr.

Selon ITIS (5 août 2024) :
- Malvastrum americanum (L.) Torr.
- Malvastrum aurantiacum (Scheele) Walp.
- Malvastrum bicuspidatum (S. Watson) Rose
- Malvastrum corchorifolium (Desr.) Britton ex Small
- Malvastrum coromandelianum (L.) Garcke
- Malvastrum hispidum (Pursh) Hochr.

Selon NCBI (5 août 2024) :
- Malvastrum amblyphyllum R.E.Fr., 1906
- Malvastrum americanum Torr., 1859
- Malvastrum coromandelianum Malva coromandeliana L., 1753
- Malvastrum guatemalense Standl. & Steyerm., 1944
- Malvastrum spiciflorum Krapov., 1954

Selon Tropicos (5 août 2024) (Attention liste brute contenant possiblement des synonymes) :
- Malvastrum abbottii Eastw.
- Malvastrum aboriginum B.L. Rob.
- Malvastrum acaule (Dombey ex Cav.) A. Gray
- Malvastrum albens Harv.
- Malvastrum albertii Reiche
- Malvastrum alexandri Baker f.
- Malvastrum alismatifolium K. Schum. & Hieron.
- Malvastrum amblyphyllum R.E. Fr.
- Malvastrum americanum (L.) Torr.
- Malvastrum angustifolium (Cav.) Hemsl.
- Malvastrum angustum A. Gray
- Malvastrum anthemidifolium (J. Rémy) A. Gray
- Malvastrum antofagastanum (Phil.) Baker f.
- Malvastrum arcuatum (Greene) B.L. Rob.
- Malvastrum arequipense I.M. Johnst.
- Malvastrum aretioides A. Gray
- Malvastrum asperrimum (Jacq.) A. Gray & Harv.
- Malvastrum aurantiacum (Scheele) Walp.
- Malvastrum auricomum Phil.
- Malvastrum bakerianum A.W. Hill
- Malvastrum belloa Gay
- Malvastrum betonicaefolium A.W. Hill
- Malvastrum bicuspidatum (S. Watson) Rose
- Malvastrum bolivianum Baker f.
- Malvastrum borussicum (Meyen) Wedd.
- Malvastrum boyuibeanum Krapov.
- Malvastrum bryoniifolium (L.) A. Gray & Harv.
- Malvastrum buchtieni Pax
- Malvastrum buchtienii Pax
- Malvastrum bullatum Ekman
- Malvastrum calycinum (Cav.) A. Gray & Harv.
- Malvastrum capense Gray & Harv. quoad basionym
- Malvastrum capitatum (Cav.) Griseb.
- Malvastrum carpinifolium (Medik.) A. Gray
- Malvastrum castelnaeanum Wedd.
- Malvastrum catalinense Eastw.
- Malvastrum catamarcense I.M. Johnst.
- Malvastrum cavanillesii A. Gray
- Malvastrum clandestinum (Phil.) Baker f.
- Malvastrum clementinum Munz & I.M. Johnst.
- Malvastrum coccineum (Nutt.) A. Gray
- Malvastrum cockerellii A. Nelson
- Malvastrum compactum A. Gray
- Malvastrum condensatum Baker f.
- Malvastrum confertum Parish ex Jeps.
- Malvastrum congestiflorum I.M. Johnst.
- Malvastrum copelandii Hieron.
- Malvastrum corchorifolium (Desr.) Britton ex Small
- Malvastrum coromandelianum (L.) Garcke
- Malvastrum coulteri S. Watson
- Malvastrum crenatum A.W. Hill
- Malvastrum cristobalianum Krapov.
- Malvastrum davidsonii B.L. Rob.
- Malvastrum deflexum (Turcz.) Stapf ex Fourc.
- Malvastrum densiflorum S. Watson
- Malvastrum depressum (Benth.) Svenson
- Malvastrum digitatum Greene
- Malvastrum dimorphum J.T. Howell
- Malvastrum dissectum Harv.
- Malvastrum divaricatum Gray & Harv.
- Malvastrum dryadifolium Solms
- Malvastrum dudleyi Eastw.
- Malvastrum dusenii Ekman
- Malvastrum elatum (Baker f.) A. Nelson
- Malvastrum englerianum Ulbr.
- Malvastrum exile A. Gray
- Malvastrum fasciculatum (Nutt. ex Torr. & A. Gray) Greene
- Malvastrum fiebrigii Ulbr.
- Malvastrum flabellatum Wedd.
- Malvastrum foliosum S. Watson
- Malvastrum fragrans (Jacq.) A. Gray & Harv.
- Malvastrum fremontii Torr. ex A. Gray
- Malvastrum fryxellii (S.R. Hill) Krapov.
- Malvastrum gabrielense Munz & I.M. Johnst.
- Malvastrum geranioides (Schltdl. & Cham.) Hemsl.
- Malvastrum glomeratum (Hook. & Arn.) Griseb.
- Malvastrum gracile Eastw.
- Malvastrum grandiflorum Krapov.
- Malvastrum greenmanianum Rose
- Malvastrum grossulariifolium (Hook. & Arn.) A. Gray
- Malvastrum grosulariifolium sensu Garke non Gray nec Gray & Harv.
- Malvastrum guaraniticum Hassl.
- Malvastrum guatemalense Standl. & Steyerm.
- Malvastrum hallii Eastw.
- Malvastrum hauthalii Ulbr.
- Malvastrum helleri Eastw.
- Malvastrum heterophyllum Griseb.
- Malvastrum hillii Fryxell, León de la Luz & M. Dominguez
- Malvastrum hinkleyorum I.M. Johnst.
- Malvastrum hirtipes Speg.
- Malvastrum hispidum (Pursh) Hochr.
- Malvastrum hornschuchianum J.F. Macbr.
- Malvastrum howellii Eastw.
- Malvastrum humile (Gillies ex Hook. & Arn.) A. Gray
- Malvastrum insulare Kearney
- Malvastrum interruptum K. Schum.
- Malvastrum involucratum B.L. Rob.
- Malvastrum ionthocarpum Krapov.
- Malvastrum jacens S. Watson
- Malvastrum jonesii Munz
- Malvastrum jorgensenii I.M. Johnst.
- Malvastrum kernense (C.B. Wolf) Munz
- Malvastrum lacteum (Aiton) Garcke
- Malvastrum laxiflorum (A. Gray) Davidson & Moxley
- Malvastrum leptophyllum A. Gray
- Malvastrum limense (L.) Ball
- Malvastrum lindheimerianum (Scheele) Walp.
- Malvastrum linearifolium Buckley
- Malvastrum longirostre Wedd.
- Malvastrum macleanii A. Gray
- Malvastrum macrostachyum (C. Presl) Hemsl.
- Malvastrum mandoni (Baker f.) J.F. Macbr.
- Malvastrum mandonianum Wedd.
- Malvastrum mandonii (Baker f.) J.F. Macbr.
- Malvastrum marrubioides Durand & Hilg.
- Malvastrum mendocinense Eastw.
- Malvastrum meridae A.W. Hill
- Malvastrum mexicanum (S. Schauer) Hemsl.
- Malvastrum micranthum Wooton & Standl.
- Malvastrum modioliforme (Kuntze) K. Schum.
- Malvastrum mollendoense Ulbr.
- Malvastrum mollenoense Ulbr.
- Malvastrum multicaule Britton
- Malvastrum multicuspidatum Krapov.
- Malvastrum munroanum (Douglas ex Lindl.) A. Gray
- Malvastrum nesioticum B.L. Rob.
- Malvastrum niveum Eastw.
- Malvastrum nototrichoides Hochr.
- Malvastrum nubigenum (Walp.) Baker f.
- Malvastrum nudum K. Schum.
- Malvastrum nuttallii (Abrams) Davidson & Moxley
- Malvastrum obcuneatum Baker f.
- Malvastrum operculatum Baker f.
- Malvastrum orbiculatum Greene
- Malvastrum orbignyanum Wedd.
- Malvastrum oriastrum (Wedd.) Baker f.
- Malvastrum palmeri S. Watson
- Malvastrum palustre Ekman
- Malvastrum paniculatum (A. Gray) Wiggins
- Malvastrum parishii Eastw.
- Malvastrum parnassiaefolium (Hook.) A. Gray
- Malvastrum parryi Greene
- Malvastrum parviflorum Phil.
- Malvastrum pearcei Baker f.
- Malvastrum pedatifidum A. Gray
- Malvastrum pedicularifolium (Meyen) A. Gray
- Malvastrum pennellii Ulbr.
- Malvastrum pentandrum K. Schum.
- Malvastrum peruvianum (L.) A. Gray
- Malvastrum phyllanthos (Cav.) A. Gray
- Malvastrum pichinchense (Bonpl.) A. Gray
- Malvastrum pinnatum A. Gray
- Malvastrum plumosum A. Gray
- Malvastrum procumbens Harv.
- Malvastrum pucarense Krapov.
- Malvastrum purdiaei A. Gray
- Malvastrum purpureum A.W. Hill
- Malvastrum pygmaeum (J. Rémy) A. Gray
- Malvastrum racemosum Harv.
- Malvastrum rauhii Hochr.
- Malvastrum retusum (Cav.) Baker f.
- Malvastrum rhizanthum A. Gray
- Malvastrum ribifolium (Schltdl.) Hemsl.
- Malvastrum richii A. Gray
- Malvastrum riparium Hutch.
- Malvastrum roseum (DC.) Hemsl.
- Malvastrum rotundifolium A. Gray
- Malvastrum ruderale Hance ex Walp.
- Malvastrum rugelii S. Watson
- Malvastrum rugosum Phil.
- Malvastrum rusbyi Britton
- Malvastrum sajamense Hieron.
- Malvastrum sandemannii Sandwith
- Malvastrum saxifraga Kunth
- Malvastrum scabrosum (L.) Stapf
- Malvastrum scabrum (Cav.) A. Gray
- Malvastrum schaffneri S. Watson
- Malvastrum scoparia L'Hér.
- Malvastrum scoparioides Ulbr.
- Malvastrum scoparium (L'Hér.) A. Gray
- Malvastrum scorpioides (Kuntze) K. Schum.
- Malvastrum setosum Harv.
- Malvastrum shepardae I.M. Johnst.
- Malvastrum spicatum (L.) A. Gray
- Malvastrum spiciflorum (Hassl.) Krapov.
- Malvastrum splendidum Kellogg
- Malvastrum stenopetalum A. Gray
- Malvastrum stipulare Phil.
- Malvastrum strictum Gray & Harv.
- Malvastrum stuebelii Hieron.
- Malvastrum subtriflorum (Lag.) Hemsl.
- Malvastrum sulphureum (Gillies ex Hook. & Arn.) Griseb.
- Malvastrum tarapacanum (Phil.) Baker f.
- Malvastrum tenellum (Cav.) Hieron.
- Malvastrum thurberi A. Gray
- Malvastrum tomentosum (L.) S.R. Hill
- Malvastrum tricuspidatum (W.T. Aiton) A. Gray
- Malvastrum tridactyles (Cav.) A. Gray & Harv.
- Malvastrum trifidum Krapov.
- Malvastrum trilobum (Thunb.) Garcke
- Malvastrum tweedii Baker f.
- Malvastrum ulophyllum A. Gray
- Malvastrum uniapiculatum Krapov.
- Malvastrum urbanianum Ulbr.
- Malvastrum virgatum Gray & Harv. quoad basionym
- Malvastrum viscidum Abrams
- Malvastrum vitifolium (Cav.) Hemsl.
- Malvastrum waltheriifolium (Link) Ulbr.
- Malvastrum weberbaueri Ulbr.
- Malvastrum wilczekii Hochr.
- Malvastrum wrightii A. Gray